# Marte Snoeck
Marte Snoeck (Gent, 31 juli 2003) is een Belgisch acro-gymnaste. 

## Levensloop
In 2018 behaalde ze samen met Bram Röttger brons op de wereldkampioenschappen te Antwerpen.